# Mutsühne
Mutsühne (von ahd. suona = Gericht, Urteil, Gerichtsverhandlung, Friedensschluss) ist ein Begriff der älteren deutschen Rechtssprache.
Mutsühne bezeichnet einmal die durch freien Willen zustande gekommene, gütliche Übereinkunft in einem Rechtsstreit und steht damit dann im Gegensatz zu einer obrigkeitlich verordneten Übereinkunft (Urteil). Der Begriff kann aber auch die bei Tötung eines Menschen zu leistende Sühne (Wergeld) bezeichnen, die seiner Sippe zusteht und schließlich kann es sich bei der Mutsühne auch um ein an die Obrigkeit zu leistendes Sühnegeld handeln.